# Swiss (Wisconsin)
Swiss es un pueblo ubicado en el condado de Burnett en el estado estadounidense de Wisconsin. En el Censo de 2010 tenía una población de 790 habitantes y una densidad poblacional de 5,02 personas por km².

## Geografía
Swiss se encuentra ubicado en las coordenadas 46°1′27″N 92°16′54″O / 46.02417, -92.28167. Según la Oficina del Censo de los Estados Unidos, Swiss tiene una superficie total de 157.3 km², de la cual 148.8 km² corresponden a tierra firme y (5.4%) 8.5 km² es agua.

## Demografía
Según el censo de 2010, había 790 personas residiendo en Swiss. La densidad de población era de 5,02 hab./km². De los 790 habitantes, Swiss estaba compuesto por el 75.06% blancos, el 0.76% eran afroamericanos, el 20.76% eran amerindios, el 0.13% eran asiáticos, el 0% eran isleños del Pacífico, el 0.13% eran de otras razas y el 3.16% pertenecían a dos o más razas. Del total de la población el 1.14% eran hispanos o latinos de cualquier raza.